# Falešići

## Geografía
El área alrededor de Falešići está casi cubierta de campos. El clima es hemiboreal. La temperatura promedio es de 11 °C. El mes más cálido es julio, con 22 °C, y el más frío es diciembre, con -4 °C. La precipitación media es de 1278 milímetros al año. El mes más lluvioso es mayo, con 235 milímetros de lluvia, y el más seco es noviembre, con 73 milímetros.

## Demografía
Según el censo de 2013, su población era de 530 habitantes.
| 469        | 472 | 454 | 467 | 530 |
| (Fuente: ) |     |     |     |     |